# Dot az űrben
A Dot az űrben (eredeti cím: Dot in Space) 1994-ben bemutatott ausztrál rajzfilm, amely a Dot-sorozat kilencedik és egyben utolsó része. A forgatókönyvet John Palmer írta, a rajzfilmek Yoram Gross rendezte, a zenéjét Guy Gross szerezte. A Yoram Gross Films készítette, a Yoram Gross EM-TV Pty. Limited forgalmazta.
Ausztráliában 1994. június 19-én mutatták be a mozikban.

## Szereplők
| Szereplő          | Hang        |
| ----------------- | ----------- |
| Dot               | Robyn Moore |
| Szundipofa        | Robyn Moore |
| Poley             | Robyn Moore |
| többi szereplő    | Robyn Moore |
| Morgó             | Keith Scott |
| Buster            | Keith Scott |
| Drop papa         | Keith Scott |
| Roley             | Keith Scott |
| Globus professzor | Keith Scott |
| Pumpázó           | Keith Scott |
| Őrmester          | Keith Scott |
| Katonák           | Keith Scott |
| többi szereplő    | Keith Scott |

## Érdekességek
Az utolsó filmhez már nem élő változataként-i háttereket használták, csak a festett háttereket.